# Sample (Schiff)
Die Sample (FF-1048) war eine Fregatte der Garcia-Klasse der United States Navy.  Sie wurde nach Konteradmiral William Sample benannt.

## Geschichte

### US Navy
Die Kiellegung der Sample fand am 19. Juli 1963 auf der Werft der Puget Sound Bridge and Dry Dock Co. der Lockheed Shipbuilding and Construction Company in Seattle statt. Der Stapellauf erfolgte am 28. April 1964, die Schiffstaufe wurde durch Konteradmiral Samples Tochter vorgenommen. Die Indienststellung erfolgte am 23. März 1968 unter dem Kommando von Commander Ronald T. Kelly.
Nachdem alle Tests abgeschlossen waren, wurde die Sample nach Pearl Harbor verlegt, wo sie am 18. Oktober 1968 ankam und tags darauf durch die  O’Bannon (Schiff, 1942) beschädigt wurde. Die anschließende Reparatur dauerte  bis zum 21. Januar 1969, bevor sie wieder nach Hawaii zurückkehrte. Sample wurde der 7. Pazifikflotte der US Navy zugeteilt. Sie fuhr Patrouillen im Japanischen Meer, vor der Küste der Philippinen und Koreas, bevor sie am 18. Oktober zur 1. Pazifikflotte abkommandiert wurde und am 12. Dezember 1969 wieder in Pearl Harbor einlief.
Die Zeit bis 1971 verbrachte die Sample in lokalen Gewässern um Hawaii, wobei in diesem Zeitraum auch Modernisierungen im Trockendock in Pearl Harbor durchgeführt wurden. Im Januar 1972 wurde sie in den westlichen Pazifik verlegt, wo sie im Such- und Rettungsdienst und in der Luftraumüberwachung (Positive Identification RADAR Advisory Zone) eingesetzt wurde und Artillerieunterstützung vor der vietnamesischen Küste leistete. Am 25. August kehrte sie nach Pearl Harbor zurück. Dort lag sie, mit Ausnahme eines Manövers (COMUTEX 4-27) vom 4. bis 8. Dezember, bis Mitte Mai 1973 im Hafen. Am 13. Mai 1973 lief sie erneut in Richtung Westpazifik, bevor sie im Mai 1974 nach Pearl Harbor zurückkehrte und dann nicht mehr auslief.

### Brasilianische Marine
Die Sample wurde am 15. April 1989 an die brasilianische Marine verleast, wo sie unter dem Namen Paraná (D-29) in Dienst gestellt wurde. Am 15. Januar 2001 wurde sie aus dem Naval Vessel Register der U.S. Navy gestrichen, nachdem sie endgültig an die brasilianische Marine verkauft worden war. Im Dezember 2004 wurde sie zur Verschrottung nach Pakistan verkauft.

## Auszeichnungen
Die Sample erhielt mehrere Auszeichnungen für ihre Dienste in den Küstengewässern vor Vietnam.